# Христо Петров (ВМРО)
Вижте пояснителната страница за други личности с името Христо Петров.
Христо Петров е български революционер, деец на Вътрешната македонска революционна организация.

## Биография
Христо Петров е роден в 1893 година във велешкото село Долно Чичево, тогава в Османската империя. Присъединява се към ВМОРО и подпомага четата на Владимир Сланков в окупираното от сърбите Велешко. Разкрит и преследван от новите власти, се установява в София, където работи в общинската баня и участва в дейността на ВМРО. Навлиза в Македония с четата на Петър Станчев. На път за велешко четата е пресрещната от сръбска потеря край Драчевица на 6 август 1925 година и в завързалото се сражение войводата, Христо Петров и други четници загиват.